# Pittodrie Stadium
Pittodrie Stadium – stadion piłkarski znajdujący się w szkockim mieście Aberdeen. Został oficjalnie otwarty w 1889, a w 1903 stał się siedzibą klubu Aberdeen F.C. Początkowo obiekt był nazywany Pittodrie Park, a funkcjonującą do dziś nazwę otrzymał w 1960. 
Aktualna pojemność stadionu to 22 199 miejsc, a rekord frekwencji został ustanowiony w 1954, kiedy to na trybunach podczas meczu z Heart of Midlothian FC zasiadło 45 061 widzów. Pittodrie Stadium był pierwszym stadionem w Wielkiej Brytanii z wszystkimi miejscami siedzącymi i w pełni zadaszonymi trybunami.